# Ery Fukushima Guachalla
Ery Odette Fukushima Guachalla (La Paz, 7 de març de 1982) és una científica i investigadora boliviana - japonesa. El seu principal camp d'estudi és la biotecnologia, metabòlits secundaris provinents de plantes, enginyeria metabòlica, biologia sintètica i edició genòmica.
Va obtenir la seva llicenciatura en biologia en la Universitat Major de San Andrés, realitzant estudis sobre plantes i els seus beneficis, específicament plantes medicinals de Bolívia, posteriorment va adquirir coneixements sobre aspectes moleculars de la biologia vegetal i l'ús d'eines biotecnològiques per estudiar composts naturals biosintetitzats per plantes. Va realitzar els seus estudis de màster i doctorat a : Universitat Municipal de Yokohama, actualment és docent adjunta invitada en la Universitat d'Osaka en la Divisió de Ciència Avançada i Biotecnologia on treballa el tema de triterpens, un tipus de metabòlits especialitzats amb propietats terapèutiques, la seva producció, les seves diferències entre si, les espècies que les produeixen. Fukushima utilitza tècniques relacionades a metabolòmica, transcriptòmica, Biologia molecular, conreus de teixits vegetals així com tècniques d'edició de genoma.

## Premis i reconeixements
- Al 2016 va obtenir el tercer lloc a l'esdeveniment Falling Walls Tokyo per a joves investigadors.
- Al 2012 va obtenir el premi estudiantí de la Japanese Society for Plant and Cell and Molecular Biology.

## Investigacions i publicacions
Fukushima ha publicat diverses investigacions, existeixen almenys 500 recerques científiques en què ha participat o s'han citat els seus estudis,
entre elles: 
- Functional Characterization of CYP716 Family P450 Enzymes in Triterpenoid Biosynthesis in Tomato[5] (co autora)
- Atrazine exposed phytoplankton causes the production of non-viable offspring on Daphnia magna (co autora)
- Identification and characterization of a novel sesquiterpene synthase, 4-amorphen-11-ol synthase, from Artemisia maritima (co autora)
- Comparative analysis of CYP716A subfamily enzymes for the heterologous production of C-28 oxidized triterpenoids in transgenic yeast (co autora)
- Functional Characterization of CYP716 Family P450 Enzymes in Triterpenoid Biosynthesis in Tomato (co autora)
- Structure and hemolytic activity relationships of triterpenoid saponins and sapogenins (co autora)
- Functional Analysis of Amorpha-4,11-Diene Synthase (ADS) Homologs from Non-Artemisinin-Producing Artemisia Species: The Discovery of Novel Koidzumiol and (+)-α-Bisabolol Synthases (co autora)
- Artemisinin-based antimalarial research: application of biotechnology to the production of artemisinin, its mode of action, and the mechanism of resistance of Plasmodium parasites (co autora)
- Novel triterpene oxidizing activity of Arabidopsis thaliana CYP716A subfamily enzymes (co autora)
- Identification and genome organization of saponin pathway genes from a wild crucifer and their use for transient production of saponins in tobacco (co autora)
- Functional analysis of orthologous artemisinic aldehyde Δ11(13)-reductase reveals potential artemisinin-producing activity in non-artemisinin-producing Artemisia absinthium (co autora)
- Plant Cytochrome P450s in Triterpenoid Biosynthesis: Diversity and Application to Combinatorial Biosynthesis (co autora)